# Myodocopida
Myodocopida is een orde van kreeftachtigen uit de klasse van de Ostracoda (Mosselkreeftjes).

## Taxonomie

### Onderorden
- Myodocopina
- Paleomyodocopina †